# 206 (số)
206 (hai trăm linh sáu) là một số tự nhiên ngay sau 205 và ngay trước 207.